# STS-98

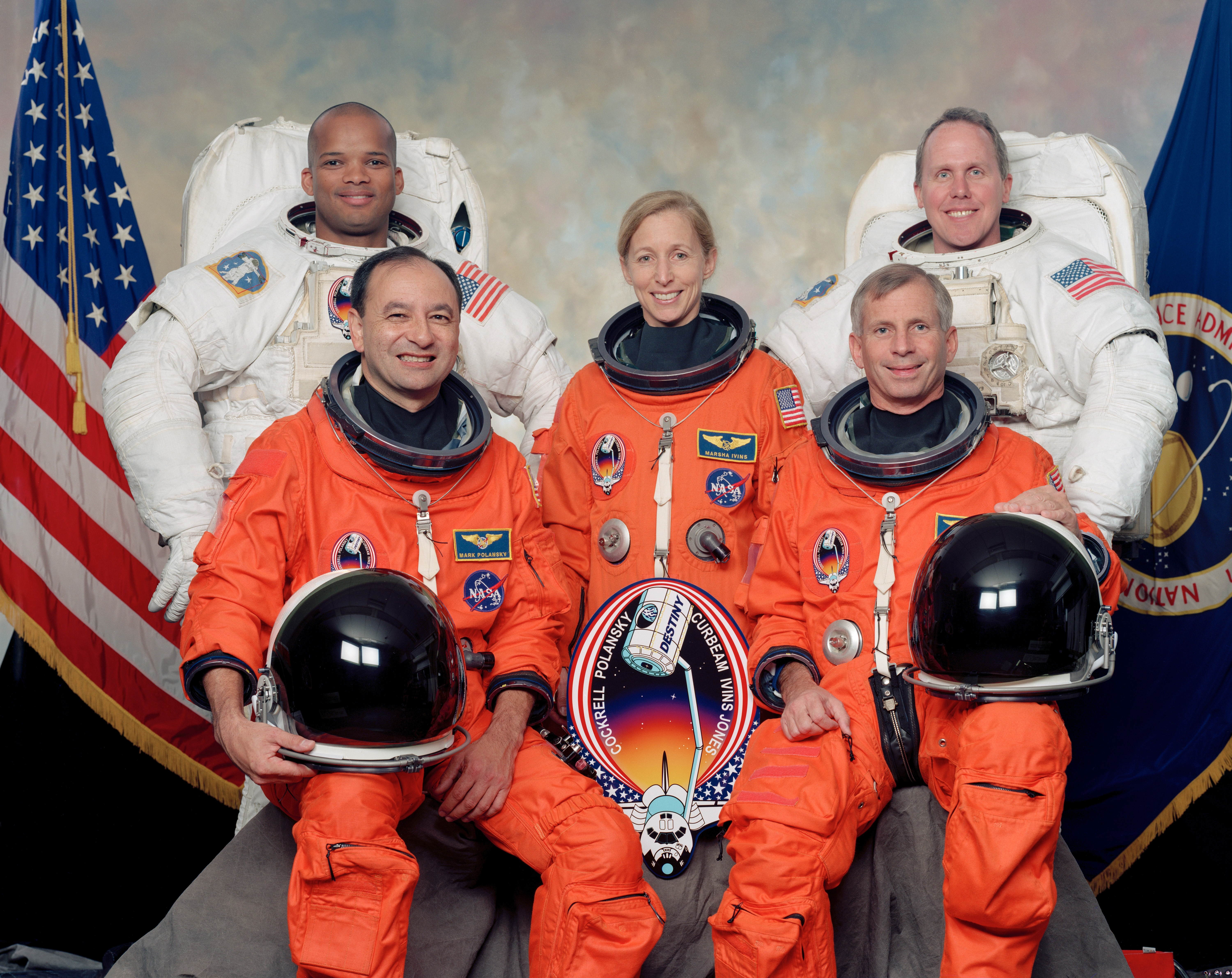
Екіпаж STS-98: (Верхній ряд): Джоунс і Кербім (нижній): М. Поланскі, М. Айвінс і К. Кокрелл

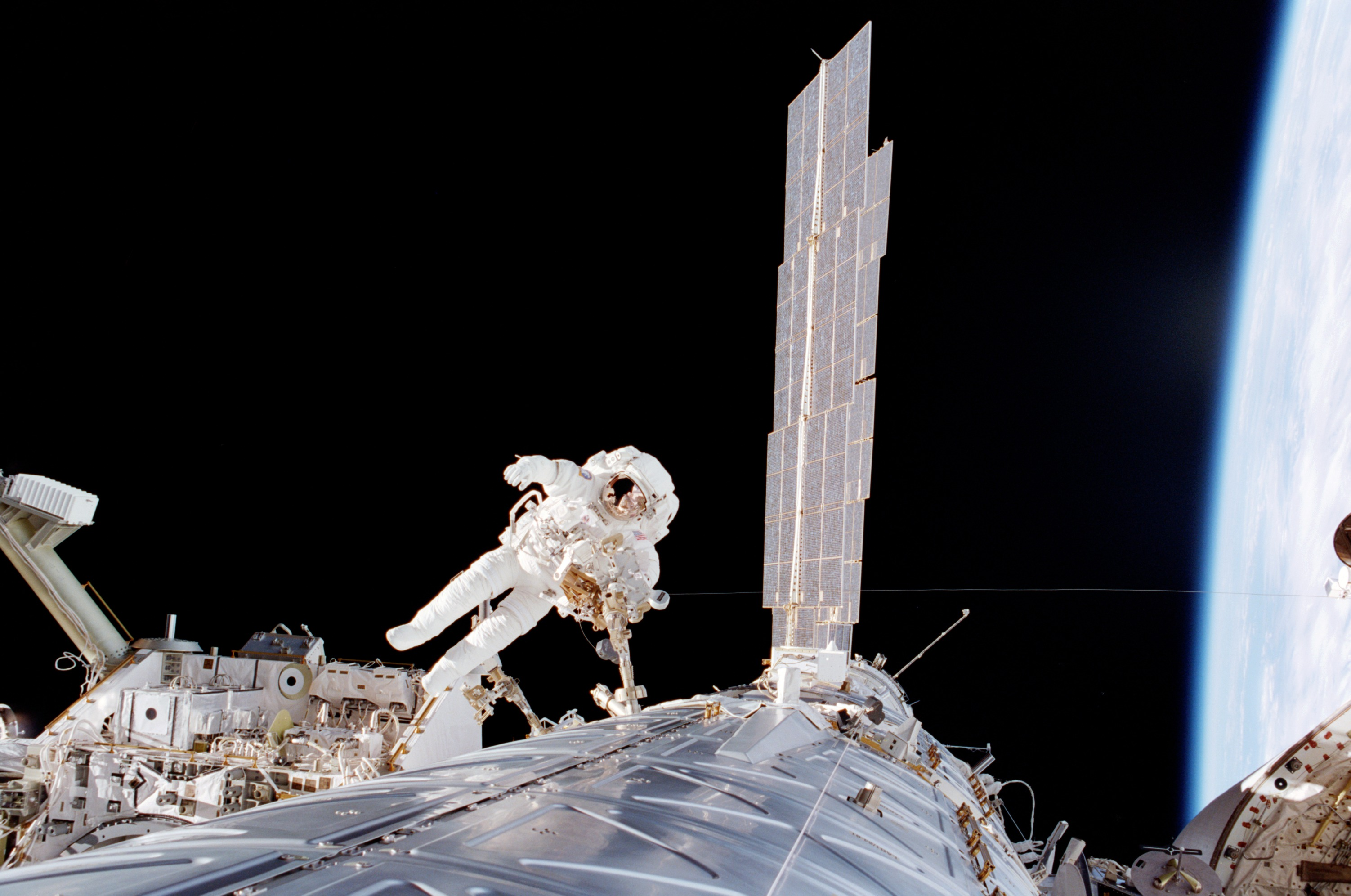
STS-98, Кербім у відкритому космосі.

STS-98 — космічний політ шатла «Атлантіс» за програмою «Спейс Шаттл» (102-й політ програми). Атлантіс стартував 7 лютого 2001 року з Космічного центру імені Кеннеді в штаті Флорида. Основним завданням була доставка на Міжнародну космічну станцію (МКС) лабораторного модуля «Дестіні».

## Екіпаж
- (НАСА): Кеннет Кокрелл (англ. Kenneth D. Cockrell) (4)[3] — командир.
- (НАСА): Марк Луі Поланський (1) — пілот.
- (НАСА): Роберт Кербім (англ. Robert Lee Curbeam) (2) — фахівець польоту-1.
- (НАСА): Марша Айвінс (англ. Marsha Sue Ivins) (5) — фахівець польоту-2 бортінженер.
- (НАСА): Томас Джоунс (4) — фахівець польоту-3.

## Параметри польоту
- Маса апарата
  -  При старті — 115 529 кг
  -  При посадці — 90225 кг
- Вантажопідйомність — 14 515 кг
- Нахил орбіти — 51,6°
- Період звернення — 92,0 хв
- Перигей — 365 км
- Апогей — 378 км

## Виходи в космос

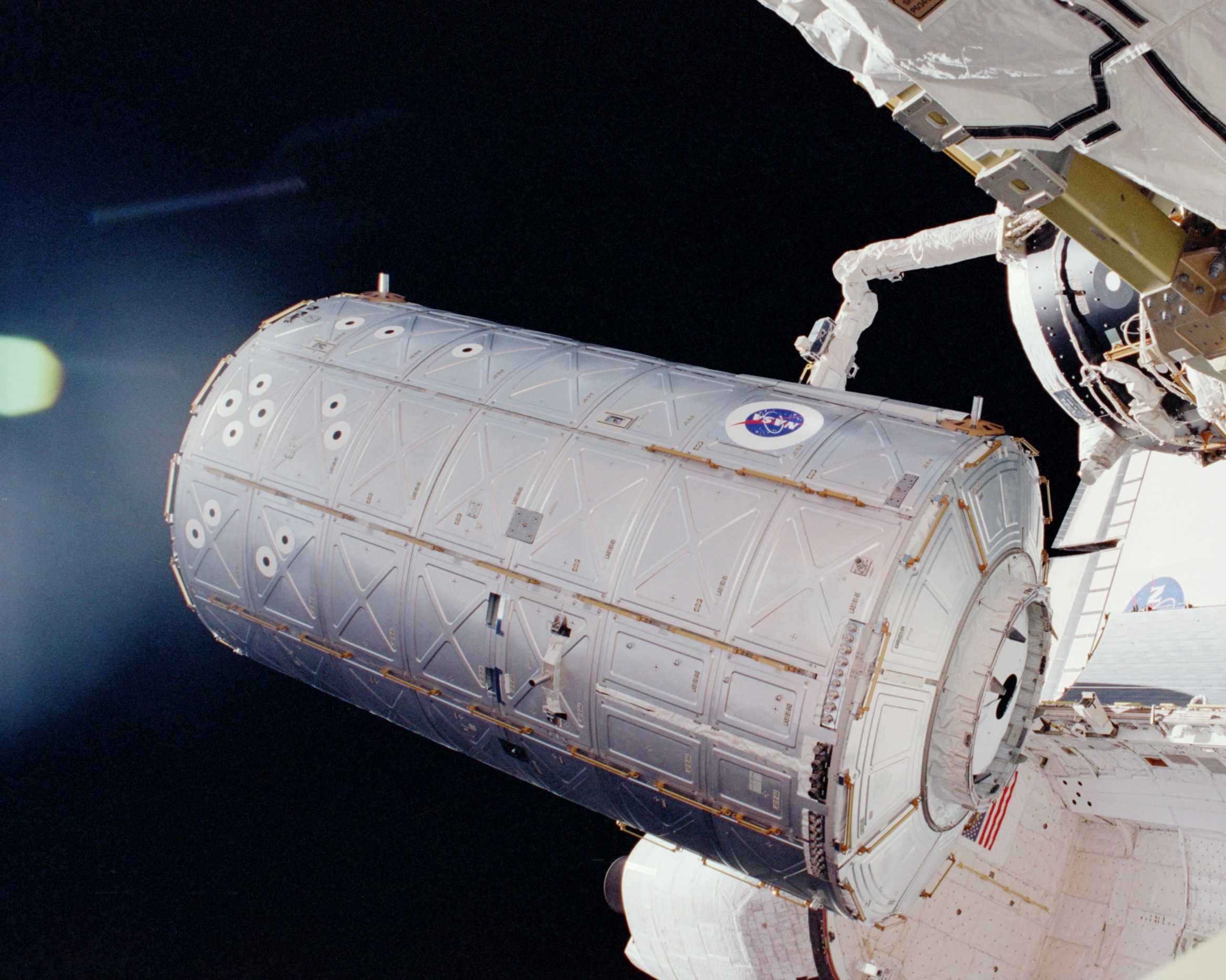
«Атлантіс» маневрує модуль «Дестіні» в положення з його «ДКСМ»

- 10 лютого з 15:50 до 23:24 (UTC), тривалість 7:00 34 хвилини — астронавти Томас Джоунс і Роберт Кербім. Забезпечення перенесення та припасування Лабораторного модуля, стикування роз'ємів СЕП і СТР.
- 12 лютого з 15:59 до 22:49 (UTC), тривалість 6:00 50 хвилин — астронавти Томас Джоунс і Роберт Кербім. Забезпечення перенесення та припасування герметичного стикувального перехідника PMA-2 (PMA-2 був перестикувати на передній порт нового модуля, а сама «Дестіні» зайняла його місце на передньому порту «Юніті», установка гнізда PDGF.
- 14 лютого з 14:48 до 20:13 (UTC), тривалість 5:00 25 хвилин — астронавти Томас Джоунс і Роберт Кербім. Установка антеною збірки SASA, відпрацювання евакуації астронавта.